# Oncideres castanea
Oncideres castanea är en skalbaggsart som beskrevs av Dillon 1946. Oncideres castanea ingår i släktet Oncideres och familjen långhorningar. Inga underarter finns listade i Catalogue of Life.